# Hermas Herden
Hermas Herden är en kristen skrift på grekiska, författad i Rom cirka år 140. Den tillhör de apostoliska fäderna. Den beskriver ett starkt utvecklat system av biskopar, diakoner och präster knutna till den gryende kristna kyrkan. 

## Nyckelbudskap
- Omvändelse
  - "Omvändelse är ett stort förstånd. En syndare förstår att han gjorde ont inför Herren, det rör hans hjärta och han gör bot. Du ser klart att omvändelse är ett stort förstånd."

- Fasta
  - "Denna fasta, sade han, är mycket nyttig för dem som håller Guds bud. Den fasta som du vill hålla skall du genomföra så: Först av allt skall du akta dig för varje ont ord och allt ont begär och rena ditt hjärta från all denna världens tomhet. Om du håller detta kommer din fasta att bli fullkomlig. Så skall du göra: Sedan du har utfört det du skrivit ner skall du den dag som du fastar inte smaka något vatten och bröd. Räkna sedan ut hur mycket den mat du annars tänkt äta skulle ha kostat, och ge allt åt en änka, en faderlös eller en fattig. ödmjuka dig på så sätt att en annan genom din ödmjukhet får mätta sin själ och ber för dig till Gud. Om du genomför din fasta på det sätt som jag befallt dig, så kommer ditt offer att behaga Gud, och denna din fasta kommer att skrivas upp. Ty en tjänst som utförts på så sätt är god, glad och välbehaglig för Herren".